# Гутиська
Гути́ська — пасажирський залізничний зупинний пункт Тернопільської дирекції Львівської залізниці.
Розташований поблизу села Гутисько, Бережанський район Тернопільської області на лінії Ходорів — Березовиця-Острів між станціями Підвисоке (3 км) та Потутори (15 км).
Станом на травень 2019 року щодня дві пари дизель-потягів прямують за напрямком Ходорів — Тернопіль.